# هوه كيون
هوه كيون (هانغل: 허건) هو لاعب كرة قدم كوري جنوبي في مركز الوسط، ولد في 3 يناير 1988 في كوريا الجنوبية. لعب مع Cheonan City FC ‏.

## وصلات خارجية
- هوه كيون على موقع دوري كوريا الجنوبية (الإنجليزية)